# 누적 흐름도

QueueingIO

누적 흐름도(cumulative flow diagram)는 대기행렬이론에 사용되는 도구이다. 주어진 상태, 도착, 대기 시간, 대기의 양, 출발 면에서 작업의 양을 그리는 면그래프이다.
누적 흐름도는 애자일 소프트웨어 개발과 빈약한 제품 개발(lean product development)의 문헌에서 볼 수 있다. 교통 부문에서도 관찰된다.